# TI-83
TI-83 je serija grafičnih računal, ki jih proizvaja Texas Instruments. 